# Servard Emirzian
Servard Emirzian, née le 5 juin 1966 à Erevan en République socialiste soviétique d'Arménie, est une ancienne plongeuse soviétique, médaillée d'argent olympique en 1980.

## Carrière
Aux Jeux olympiques d'été de 1980 à Moscou, elle remporte la médaille d'argent en plongeon de haut-vol à 10 m derrière la Est-Allemande Martina Jäschke et devant sa compatriote Liana Tsotadze.